# Støvring Provsti
Støvring Provsti var indtil 2007  et provsti i Aalborg Stift.  Provstiet lå i Nibe Kommune, Sejlflod Kommune og Støvring Kommune.
Støvring Provsti bestod af flg. sogne:
- Bislev Sogn
- Buderup Sogn
- Ejdrup Sogn
- Farstrup Sogn
- Gravlev Sogn
- Gudum Sogn
- Gudumholm Kirkedistrikt
- Komdrup Sogn
- Lillevorde Sogn
- Lundby Sogn
- Mou Sogn
- Nibe Sogn
- Nørre Kongerslev Sogn
- Sebber Sogn
- Sejlflod Sogn
- Store Ajstrup Sogn
- Storvorde Sogn
- Suldrup Sogn
- Sønder Kongerslev Sogn
- Sønderup Sogn
- Sørup Kirkedistrikt
- Veggerby Sogn
- Vokslev Sogn
- Øster Hornum Sogn
- Aarestrup Sogn